# Беридзе, Вукол Михаилович
Вукол Михаилович Беридзе (груз. ვუკოლ მიხეილის ძე ბერიძე; 1883—1963) — грузинский советский учёный-лингвист, профессор Тбилисского университета, член-корреспондент АН Грузинской ССР.

## Биография
Родился в дворянской семье.
В 1902 году окончил Хонинскую семинарию и начал преподавать в ней.

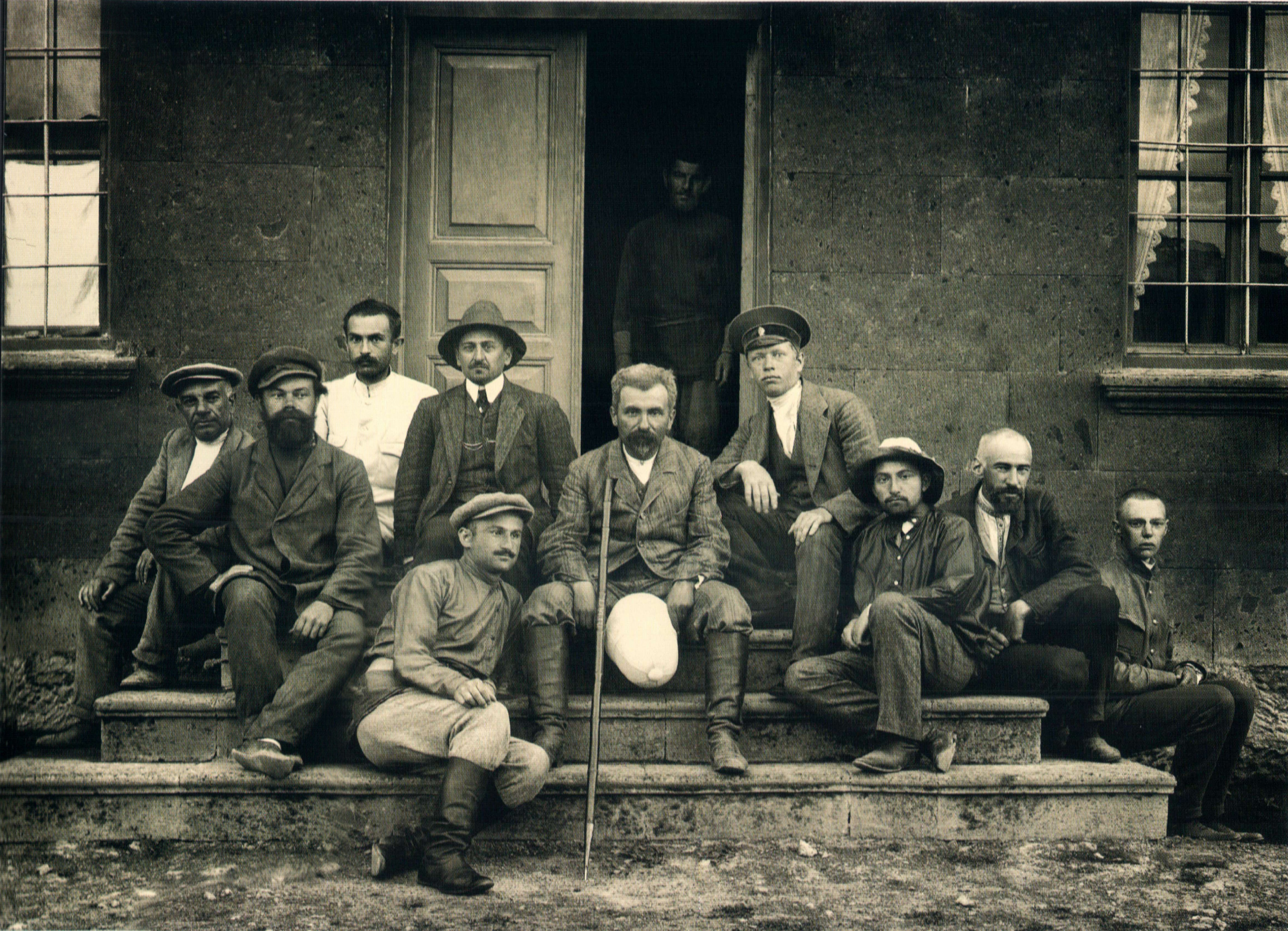
В экспедиции с Н. Я. Марром (1912)

В 1907 году сдал экзамены в гимназии Кутаиси. В 1912 году окончил Санкт-Петербургский университет (факультет востоковедения). Преподавал в Кутаисской гимназии (1912—1918).
Член партии социалистов-федералистов до 1919 года.
Директор Центрархива (1918—1922), заведующий Главнаукой Грузии (1922—1932).
В 1922—1932 годах преподавал грузинский язык и литературу в Закавказском коммунистическом университете, с 1932 года — в Тбилисском государственном университете. Председатель Центрального терминологического комитета (1926—1936).
Заведующий сектором терминологии ИЯИМК Грузинского филиала АН СССР (1936—1938). В октябре 1938 года арестован, одновременно с С. Г. Каухчишвили и Ш. И. Нуцубидзе. В апреле 1939 года по распоряжению Л. П. Берия все трое освобождены.
С 1942 профессор Тбилисского университета. Избран чл.-корр. АН ГрузССР (1946). Директор Института истории грузинского искусства.
В 1953 году, после ареста Л. П. Берия, Беридзе, С. Г. Каухчишвили и Ш. И. Нуцубидзе были вновь обвинены как «агенты немецкого империализма» и пособники Берии (17 декабря 1953 закрытое письмо с этими обвинениями читалось партактиву в райкомах Тбилиси), сняты с работы, выведены из всех научных советов, лишены всех званий и степеней. Однако ареста не последовало, и через несколько месяцев они были восстановлены на работе и в званиях.
Похоронен в пантеоне Дидубе писателей и общественных деятелей.

## Личная жизнь
Жена Элизабет (Лизико) Чхеидзе (1895—1963).
сын — искусствовед Вахтанг Беридзе (1914—2000).

## Научные интересы
Опубликовал много работ на русском языке по разным вопросам грузинского языка и литературы, специализировался на творчестве Руставели, грузинском фольклоре.
Сыграл особую роль в определении грузинской научной терминологии. С его непосредственным участием были разработаны следующие терминологические словари: строительство (1926).

## Память

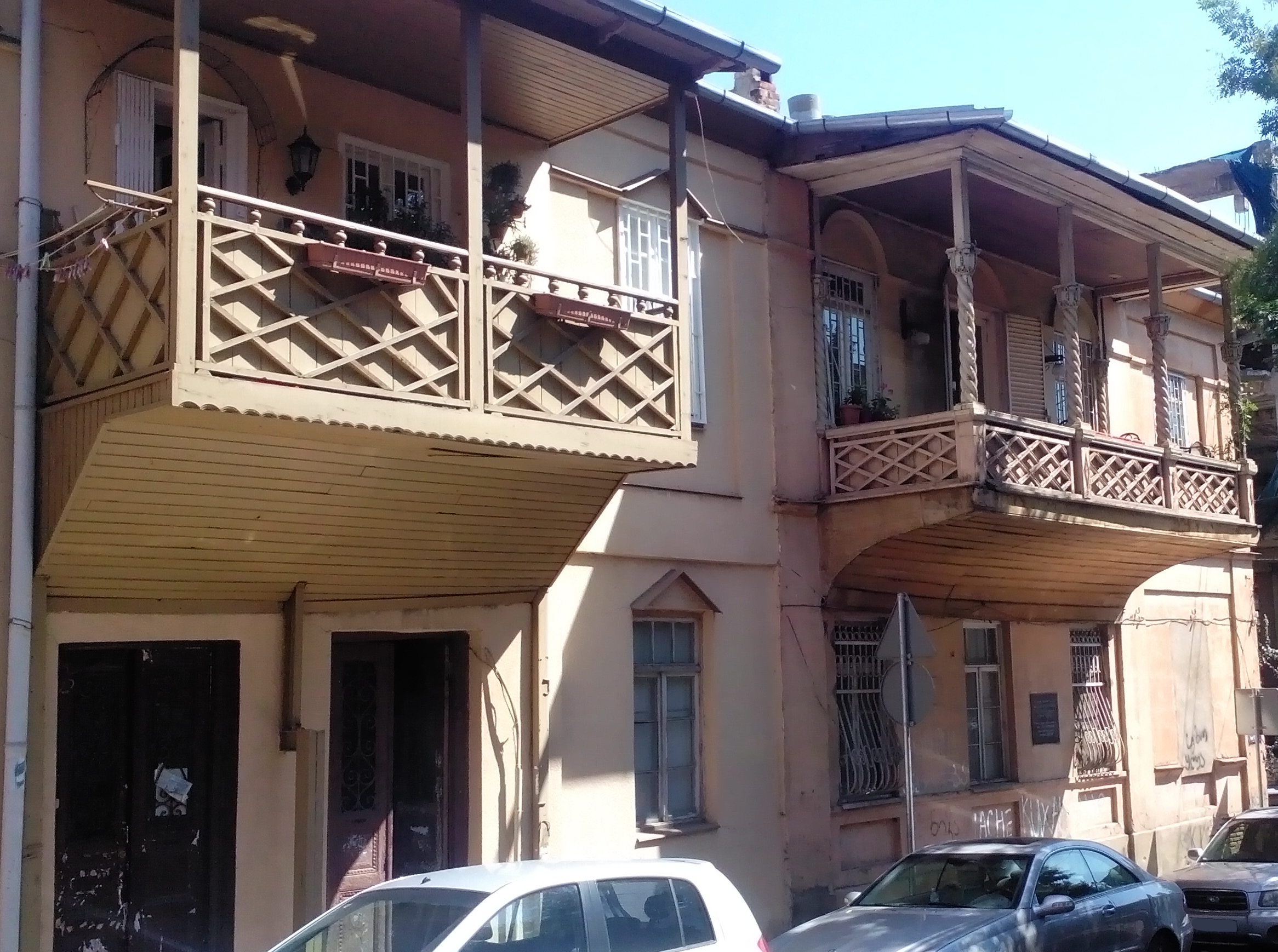
Улица Вукола Беридзе у д. 3

Именем Вукола Беридзе названа улица в Тбилиси.